# Stremț, Maramureș
Stremț este un sat în comuna Băsești din județul Maramureș, Transilvania, România.

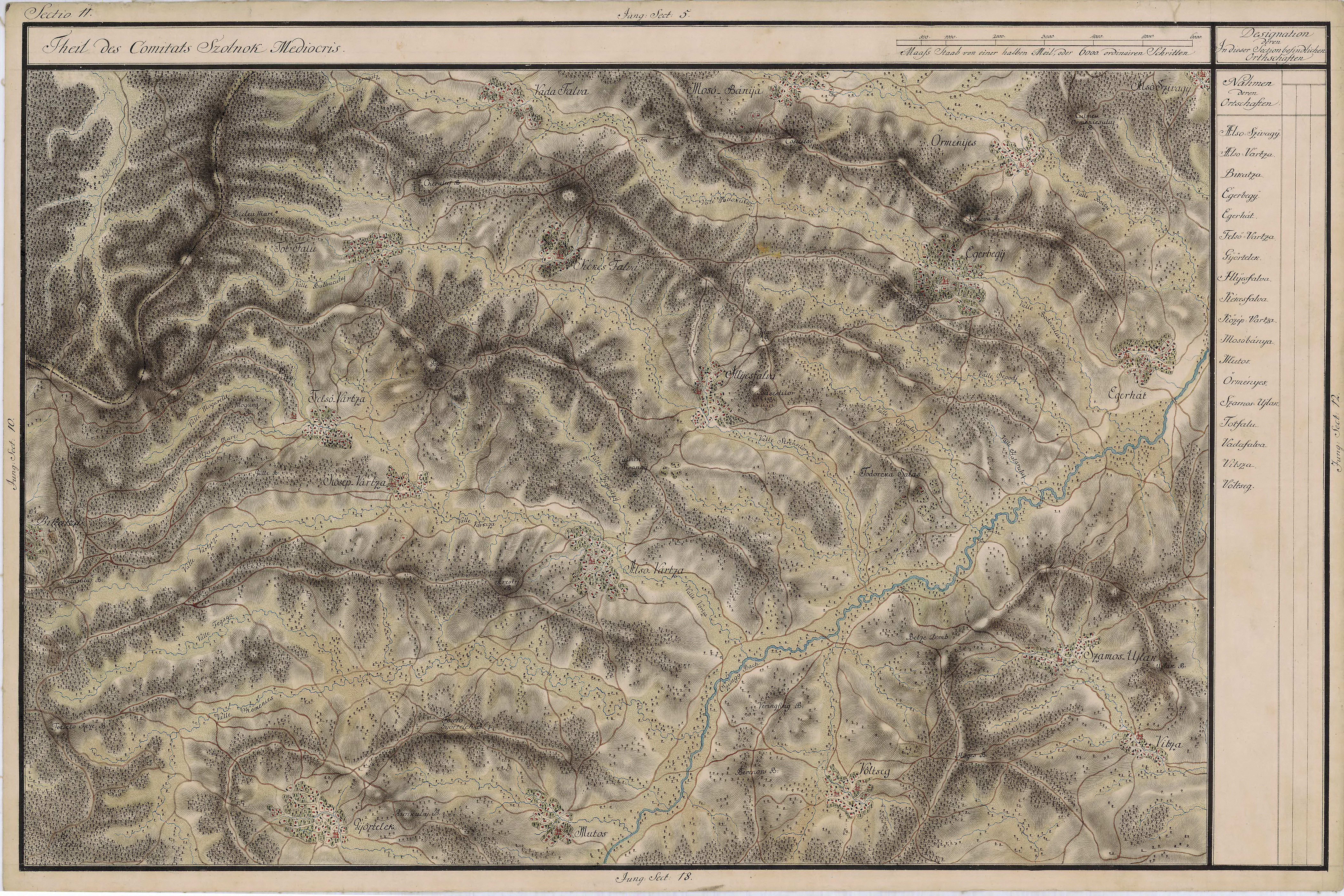
Stremţ în Harta Iosefină a Transilvaniei

## Istoric
Prima atestare documentară: 1410 (Totfalu). 

## Etimologie
Etimologia numelui localității: din sl. sremǐci, adică locuitori din Srěmc, în antichitate Sirmium, oraș în Moesia. 

## Demografie
La recensământul din 2011, populația era de 358 locuitori. 